# Tainiterma maiphuquyi
Tainiterma maiphuquyi är en stekelart som beskrevs av Van Achterberg 2001. Tainiterma maiphuquyi ingår i släktet Tainiterma och familjen bracksteklar. Inga underarter finns listade i Catalogue of Life.